# Przejście graniczne Niccana
Przejście graniczne Niccana (ang. Nitzana Border Crossing; hebr. מעבר ניצנה; arab. معبر نيتسانا) – to międzynarodowe izraelsko-egipskie drogowe przejście graniczne, położone w środkowej części pustyni Negew. W jego bezpośrednim sąsiedztwie znajduje się wioska Niccana.
Przejście graniczne jest administrowane przez Zarząd Izraelskich Portów Lotniczych (hebr. רשות שדות התעופה בישראל; ang. Israel Airports Authority) oraz władze Egiptu. Terminal po stronie egipskiej nazywa się Al-Ouja.

## Historia

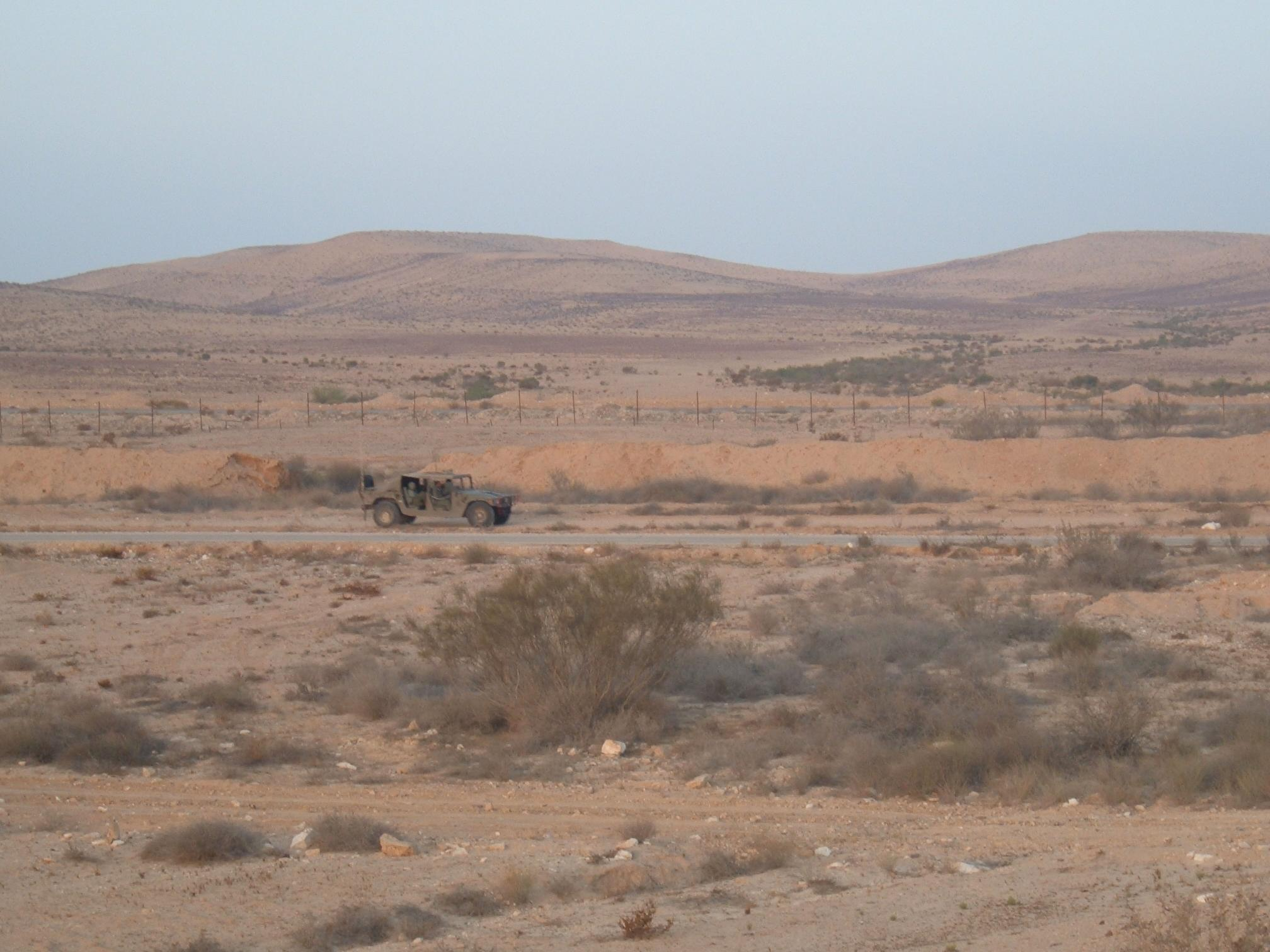
Izraelski patrol przy przejściu granicznym Niccana

Przejście graniczne Niccana otworzono w 1982. Początkowo obsługiwało ono ruch samochodowy i pieszy, jednak z czasem ruch samochodów osobowych i turystów przejęły przejście graniczne Taba oraz przejście graniczne Rafah. Terminal w Niccanie skupił się wyłącznie na obsłudze ruchu towarowego.
W ostatnich latach wybudowano na terminalu nowe składy towarów, wybrukowano wewnętrzne drogi dojazdowe i zakupiono wyposażenie do szybkiego badania towarów.
Obecnie, w sytuacji zamknięcia przejścia granicznego Rafah, rozważa się możliwość otwarcia dla ruchu turystycznego terminalu w Niccanie.

## Informacje podstawowe
Przejście jest udostępnione jedynie dla przewozu towarów, głównie kontenerów. Odprawiane są tutaj następujące towary: produkty spożywcze (głównie do Autonomii Palestyńskiej), nasiona i zboża, mrożone warzywa, produkty rybne, produkty chemiczne, materiały budowlane, produkty włókiennicze, artykuły elektryczne i szklane.
Towary wjeżdżające na teren terminalu są zazwyczaj odprawiane tego samego. Wszystkie towary są przeładowywane z egipskich ciężarówek na odpowiednie typy izraelskich samochodów ciężarowych, i na odwrót w drugą stronę. Towary na paletach przeładowuje się przy użyciu wózków widłowych. Towary luźne (np. spoiwa, marmur itp.) są składowane w magazynach do czasu ich odbioru przez wskazane firmy izraelskie lub egipskie. Kontenery chłodnie z produktami spożywczymi są przeładowywane specjalnymi podnośnikami na odpowiednie ciężarówki.
Terminal jest otwarty od niedzieli do czwartku, z wyjątkiem żydowskich i egipskich świąt. Godziny otwarcia: od 8:30 do 16:30.
Liczba ciężarówek odprawianych na terminalu:

Źródło danych: Israel Airports Authority.

## Plany rozwoju
W najbliższych latach planuje się wybudowanie nowych nowoczesnych budynków, które umożliwią wydłużenie czasu pracy terminalu. Ma być również rozbudowana infrastruktura do magazynowania różnorodnych towarów, wliczając w to: artykuły spożywcze, paliwa, cement i inne.

## Komunikacja
Po stronie izraelskiej z przejścia granicznego wychodzi w kierunku północno-zachodnim i południowo-wschodnim droga ekspresowa nr 10  (Kerem Szalom-Owda). W kierunku wschodnim wychodzi droga nr 211 , którą dojeżdża się do wioski Niccana.
Po stronie egipskiej przejście graniczne jest połączone drogą nr 31 Ismailia-Abu Ageila.